# بیل دیل (بازیکن فوتبال)
بیل دیل (انگلیسی: Bill Dale; ۱۷ فوریهٔ ۱۹۰۵ – ۱ ژانویهٔ ۱۹۸۷) بازیکن فوتبال اهل بریتانیا بود.
از باشگاه‌هایی که در آن بازی کرده‌است می‌توان به باشگاه فوتبال منچستر سیتی و باشگاه فوتبال منچستر یونایتد اشاره کرد.